# Eiserne Ration
Als eiserne Ration wird der Notvorrat eines mengenmäßig begrenzten Gutes bezeichnet. Dabei kann es sich zum Beispiel um Nahrungsmittel, Kraftstoffe oder auch Ersatzteile und Ähnliches handeln. In jedem Fall ist die Verfügbarkeit extrem wichtig für das Überleben einer Person beziehungsweise den Fortbestand eines Unternehmens oder auch die Aufrechterhaltung einer Handlungsstrategie.

## Eiserne Ration der deutschen Armeen bis 1918

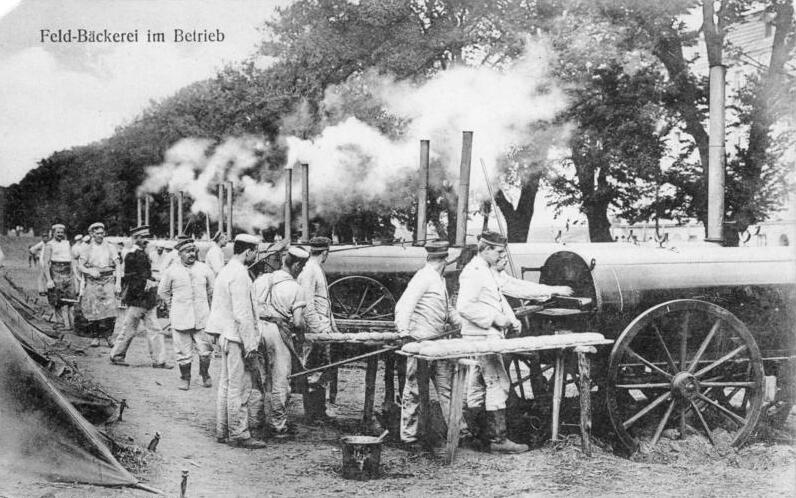
Feldbäckerei (Erster Weltkrieg)

Eiserne Ration hieß die Marsch- und Notverpflegung deutscher Armeen seit den 1860er Jahren. Vor dem Hintergrund der sich seit Mitte des 19. Jahrhunderts rasch entwickelnden Ernährungswissenschaft sollte sie einerseits die Grundversorgung des Soldaten sicherstellen, ihn also zum Kämpfen auch im Bewegungskrieg befähigen. Anderseits sollte die eiserne Ration schmackhaft und appetitlich, lang haltbar, leicht zu transportieren, preiswert und gut verdaulich sein. Um diese teils widersprüchlichen Ziele zu erfüllen, wurden anfangs Speck und Brot bzw. Zwieback gereicht, konnten diese doch ohne Abkochen verzehrt werden. Diese Ration verdarb schnell und es fehlte ihr Fett und Eiweiß. Vor den Erfahrungen der Kriege 1866 und 1870/71 kamen dann immer mehr industriell gefertigte Produkte, wie Erbswurst, Presskaffee und Fleischzwieback zum Einsatz. Büchsenkonserven hatten sich damals nicht bewährt, denn deren Haltbarkeit war gering. Das änderte sich erst mit massiven Investitionen während des Ersten Weltkrieges. Die Militärkonservenfabriken produzierten seit den 1870er Jahren zwar Fleisch- und Gemüsekonserven, doch deren Vorräte reichten nur für die jährlichen Herbstmanöver. Die eiserne Ration bestand vornehmlich aus Fleisch- und Suppenpräparaten, die von privaten Anbietern, etwa Rudolf Scheller oder C.H. Knorr hergestellt wurden. Zwieback und Kaffee traten hinzu.
Eine Verwissenschaftlichung der Eisernen Ration erfolgte nur langsam, getragen von einer wachsenden Zahl von Sanitätsoffizieren. Erst Ende der 1880er Jahre wurde an der Berliner Friedrich-Wilhelms-Universität ein chemisches Laboratorium für Verpflegungsfragen eingerichtet. Dieses testete regelmäßig Fleischkonserven, Soldatenbrote und auch erste Fertiggerichte. All dies mündete in die Kriegsverpflegungsvorschrift von 1901. Die eiserne Ration bestand seither aus drei Tagesportionen zu je 250 Gramm Feldzwieback, 200 Gramm Fleisch- und 150 Gramm Gemüsekonserven. Hinzu kamen je 25 Gramm Salz und Kaffee. Ihre Defizite zeigten sich vor allem während der Marneschlacht 1914 sowie dem Bewegungskrieg gegen Russland. Die Heeresführung bemühte sich parallel um verbesserte Kochkenntnisse der Soldaten, doch einschlägige Kochkurse scheiterten sowohl vor als auch während des Ersten Weltkrieges. In der Preußischen Armee diente die Erbswurst als Reserveverpflegung.

## Eiserne Ration der Wehrmacht
Die Eiserne Ration wurde während der massiven Aufrüstung der Wehrmacht in den 1930er Jahren ganz wesentlich verbessert. Neue Lebensmittel, etwa Sojapräparate, wurden eingeführt, ebenso verbesserte Konservierungstechniken, wie Gefriertechnik und Lebensmitteltrocknung genutzt. Die Büchsenkonserven wurden ebenfalls deutlich verbessert. Die Eiserne Ration wurde auf unterschiedliche Aufgaben hin ausgerichtet und für unterschiedliche Klimazonen optimiert. Obwohl Konserven nur einen Teil der Eisernen Ration ausmachten, blieb der Name der Marsch- und Notverpflegung während des Zweiten Weltkrieges unverändert. Bei Ausfall der regulären Verpflegung sollte die besonders verpackte Notverpflegung nur auf ausdrücklichen Befehl des kommandierenden Offiziers geöffnet und verzehrt werden. Dieser Befehlsvorbehalt ließ sich im Verlauf des Krieges jedoch nicht aufrechterhalten.
Pro Soldat wurden zwei eiserne Portionen auf der Feldküche oder einem Trossfahrzeug mitgeführt. Für die Wehrmacht bestand diese eiserne Portion standardmäßig aus 300 g Brotration (einer Packung Hartkekse, Knäckebrot oder Zwieback), einer 200-g-Fleischkonserve (Dose z. B. Schinkenwurst), 150 g Fertiggericht (z. B. eingedoster Gemüseeintopf oder Erbswurst) und 20-g-Tütchen Kaffeepulver.
Die halbeiserne Portion oder gekürzte eiserne Portion bestand nur aus der verpackten Brotration und der Fleischkonserve und wurde von jedem Soldaten in seinem Tornister mitgeführt. Auch sie durfte nur auf Befehl verzehrt werden.
Die Zusammensetzung der eisernen und halbeisernen Portion veränderte sich im Laufe des Zweiten Weltkrieges mit der zunehmend schlechteren Versorgungslage. Auch waren die Rationen der einzelnen Truppengattungen verschieden.
Zuständig für die Versorgung und Verteilung der eisernen Portion war bei der Wehrmacht der Feldverpflegungsoffizier.

## Eiserne Portion in der NVA

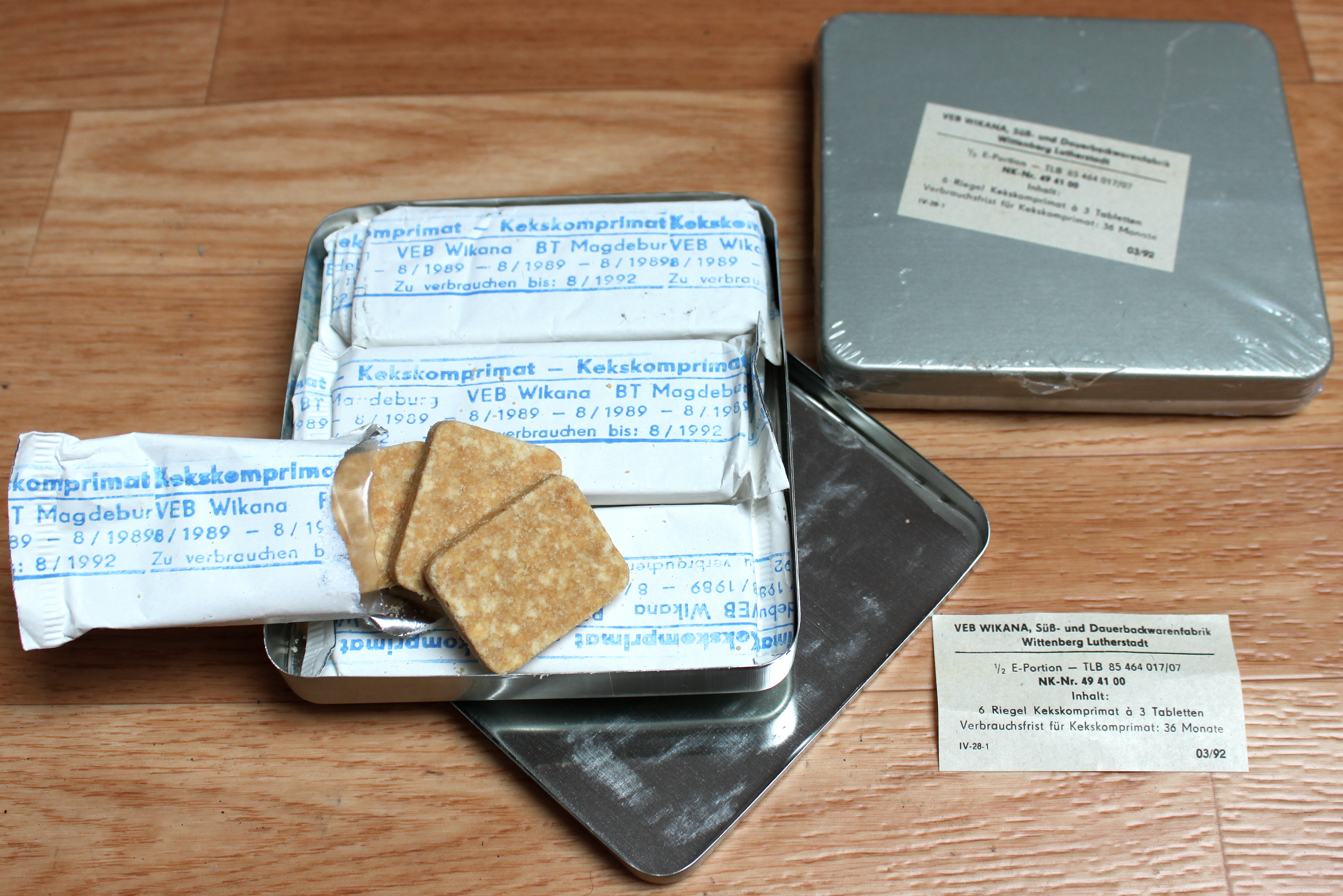
Zwei halbe E-Portionen der NVA, von den Soldaten „Atomkekse“ genannt

Die eiserne Portion (E-Portion) war in der Nationalen Volksarmee in der DDR eine Notverpflegung, die bei Ausfall der Verpflegungsversorgung in besonderen Situationen die Mindestversorgung der Soldaten garantieren sollte. Sie durfte nur auf Befehl der Kommandeure der Truppenteile bei Manövern und Übungen, im Gefecht der Verantwortlichen der Einheit geöffnet und verzehrt werden.
Eine E-Portion bestand aus 2 × 12 Stück Kekskomprimatriegeln. Je 6 Riegel in Verbundfolie eingeschweißt befanden sich in einer Stülpschachtel aus Weißblech, welche wiederum in einem Polyäthylenbeutel eingeschrumpft wurde. Der Energiewert betrug 8400 kJ / 2000 kcal bei einem Gesamtgewicht von 600 g. Die Mindesthaltbarkeit lag bei 36 Monaten.
Die E-Portionen wurden von den Soldaten der NVA umgangssprachlich auch „Atomkekse“ genannt, weil man davon ausging, sie im Falle eines Atomschlages als letzte Versorgung übrig zu haben.

## Eiserne Ration für Pferde
Als eiserne Ration wurde beim Militär die auf den Pferdewagen der berittenen Truppenteile mitgeführte Pferdefutter-Ration für den Notfall bezeichnet. Die eiserne Ration bestand aus 5 kg Hafer pro Pferd.